# Saison 2023-2024 du Paris Saint-Germain
Maillots
Chronologie
Saison précédente Saison suivante
La saison 2023-2024 du Paris Saint-Germain est la 54e saison de son histoire et la 50e saison d'affilée en première division.

## Préparation d'avant-saison
La reprise de l'entraînement a lieu le lundi 10 juillet 2023 pour une partie des joueurs, tandis que les internationaux ayant disputés des matchs avec leur sélection nationale au mois de juin ont repris la semaine suivante, le lundi 17 juillet 2023,.
Pour cette nouvelle saison, le Paris Saint-Germain quitte le centre d'entraînement du Camp des Loges, qu'il occupait depuis 1975, pour s'installer au PSG Campus, situé à Poissy.

### Premier match amical et inauguration duPSG Campus
Le PSG débute sa traditionnelle série de matchs amicaux avec la réception du Havre AC le 21 juillet 2023. Vainqueur de l'édition 2022-2023 de la Ligue 2 et tout juste promu en Ligue 1, les hommes de Luka Elsner défient les Parisiens dans leur nouveau centre d'entraînement du PSG Campus. Cette première rencontre de préparation marque les débuts de Manuel Ugarte, Lucas Hernandez, Milan Škriniar, Cher Ndour, Marco Asensio et Lee Kang-In sous la tunique parisienne. C'est également le premier match dirigé par Luis Enrique, entraîneur espagnol qui a succédé à Christophe Galtier le 5 juillet 2023.
Neymar, blessé à la cheville droite depuis mars 2023, n'est pas disponible pour ce match et poursuit son travail de reprise aux côtés de Carlos Soler, Juan Bernat, Nordi Mukiele et Presnel Kimpembe. Nuno Mendes, qui s'est blessé aux ischio-jambiers au cours de l'été, reste en marge du groupe convoqué. Gianluigi Donnarumma n'est également pas dans le groupe retenu pour affronter Le Havre. La veille du match, le portier parisien et sa compagne ont été victimes d'un cambriolage à leur domicile. Le couple a été séquestré et ligoté sous la menace d’une arme avant que leur maison ne soit vidée de plusieurs objets de valeur.
Face au Havre AC, le PSG s'impose sur le score de 2-0. À la cinquante-troisième minute, Cher Ndour lance Hugo Ekitike dans la profondeur. Ce dernier bute une première fois sur Mathieu Gorgelin, portier havrais, avant de tirer de nouveau et d'inscrire le premier but parisien. En toute fin de match, Ndour parvient à trouver Kylian Mbappé dans la surface de réparation qui tire sans contrôle et  fige définitivement le score.

### Tournée estivale en Asie

#### Imbroglio autour de l'avenir de Kylian Mbappé et départ pour Ōsaka
Le 21 juillet 2023, quelques heures après la victoire face au Havre AC, le Paris Saint-Germain communique la liste des joueurs qui participeront à la tournée estivale du club et s'envoleront pour le Japon le lendemain. Les dirigeants parisiens font le choix de ne pas inclure Kylian Mbappé dans le groupe alors que le joueur est en conflit avec sa direction depuis plusieurs semaines. Le joueur ne souhaite, en effet, pas prolonger son contrat avec le club de la capitale, qui court jusqu'en juin 2024. Le PSG, par crainte de le voir partir libre au cours de l'été 2024, désire le prolonger ou le vendre et ainsi ne pas voir son joueur quitter le club gratuitement.
Le 22 juillet 2023, les joueurs du PSG s'envolent au Japon, premier étape de leur tournée d'été en Asie. C'est la deuxième fois de suite que le club de la capitale se rend au pays du Soleil levant pour sa tournée estivale. Le 25 juillet 2023, les Rouge et Bleu affrontent le club saoudien d'Al-Nassr au Nagai Stadium à Ōsaka. Pour leur premier match sur les terres nippones, les hommes de Luis Enrique ne peuvent faire mieux qu'un match nul face à Cristiano Ronaldo et ses coéquipiers. Les deux équipes se quittent sur le score de 0-0. Toutefois, la presse et les différents spécialistes sportifs mettent en avant les bonnes performances des jeunes joueurs parisiens issus du centre de formation, à l'instar de Noha Lemina, Ismaël Gharbi et Ilyès Housni,,. En revanche, les mêmes spécialistes pointent du doigt la faible affluence du match. Seuls 25 432 spectateurs ont assisté à la rencontre alors que le Nagai Stadium peut accueillir un peu plus de 50 000 personnes. Lors de la précédente tournée du Paris Saint-Germain au Japon en 2022, les Rouge et Bleu avaient disputé leur trois matchs de préparation quasiment à guichets fermés.

#### Montée en puissance de l'équipe malgré trois matchs sans victoire
Le 28 juillet 2023, Paris rencontre le club japonais du Cerezo Osaka, toujours dans l'enceinte du Nagai Stadium. Si le PSG a mené au score à deux reprises dans la rencontre, les Parisiens s'inclinent sur le score de 2-3. À la dix-septième minute, Hugo Ekitike avait pourtant ouvert la marque après avoir été servi dans la surface de réparation par Warren Zaïre-Emery. Quelques minutes plus tard, Jordy Croux profite d'une erreur défensive de Milan Škriniar et Danilo pour égaliser. Lors de la deuxième mi-temps, Vitinha initie un une-deux avec Ekitike avant de propulser le ballon dans la lucarne et redonner l'avantage aux siens. Après une nouvelle erreur défensive parisienne, le joueur d'Osaka Ryo Watanabe subtilise le ballon à Lucas Hernandez avant de centrer pour son coéquipier Sota Kitano, qui égalise à nouveau et porte le score à 2-2. À dix minutes de la fin du match, Cher Ndour ne parvient pas à garder le ballon et Haruki Arai profite de l'occasion pour récupérer la balle et ajuster pour Shinji Kagawa, qui vient marquer le but de la victoire.
Le 1er août 2023, le Paris Saint-Germain joue face à l'Inter Milan au Stade National de Tokyo. Face au finaliste de l'édition 2022-2023 de la Ligue des Champions, les Rouge et Bleu dominent et se montrent entreprenant, malgré une première mi-temps où les deux équipes rentrent aux vestiaires sur le score de 0-0. Lors de la deuxième période, les Parisiens confirment leur domination sur les hommes de Simone Inzaghi. À la soixante-troisième minute, Carlos Soler passe le ballon à Vitinha qui, d'une frappe de trente mètres, envoie le ballon dans la lucarne gauche de Dejan Stanković. Toutefois, le PSG se rend coupable de plusieurs erreurs défensives à la fin du match. À deux reprises, Davide Frattesi parvient à trouver Sebastiano Esposito puis Stefano Sensi. En l'espace de trois minutes, les deux joueurs Nerazzurri marquent à deux reprises et l'Inter Milan s'impose sur le score de 2-1.

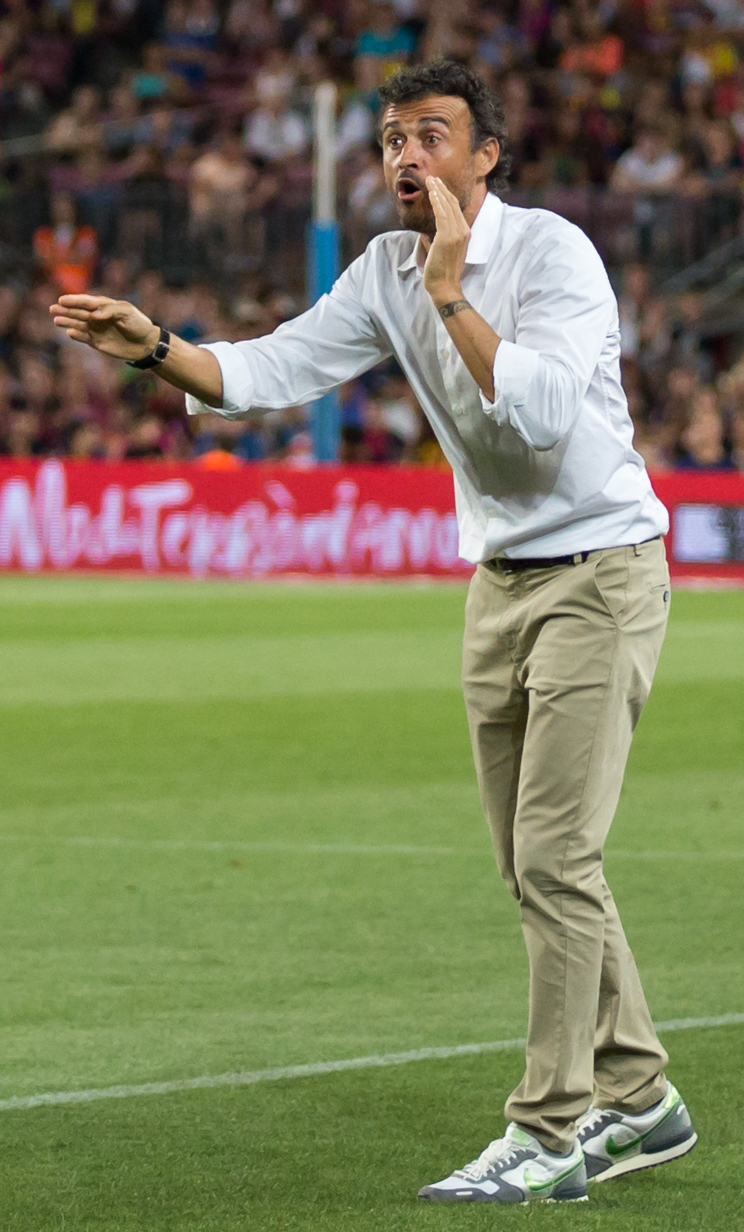
Luis Enrique, l'entraîneur du Paris Saint-Germain lors de la saison 2023-2024.

Malgré une deuxième défaite de rang, et une seule victoire sur les quatre premiers matchs de préparation, l'entraîneur parisien Luis Enrique se veut optimiste et met en avant les progrès effectués par son équipe, tout en soulignant l'absence notable de plusieurs cadres de l'équipe comme Kylian Mbappé ou Neymar : "Ce fut un très bon match. C'est incroyable de mener 1-0 à la 80e minute pour finalement perdre mais je retiens beaucoup de choses positives. Je suis très satisfait et je vois l'équipe s'améliorer jour après jour. La préparation est le bon moment pour s'améliorer, pour se découvrir en tant qu'équipe, accueillir des nouveaux joueurs et en tester certains à plusieurs positions. Il reste beaucoup à faire mais je suis satisfait."

#### Clôture de la tournée en Corée du Sud
Le 2 août 2023, la délégation du Paris Saint-Germain quitte le Japon pour se rendre à Busan en Corée du Sud, dernière étape de leur tournée asiatique de préparation. Outre l'aspect sportif, le club parisien souhaite exporter sa marque et son nom sur le marché sud-coréen. Après avoir développé différents comptes sud-coréens sur les réseaux sociaux, les Rouge et Bleu profitent du report du Trophée des Champions 2023 pour ajouter un dernier match dans leur tournée amicale. La Corée du Sud est également le pays natal de Lee Kang-in, milieu offensif recruté par Paris en début de mercato.
Ainsi, le 3 août 2023, le PSG affronte l'équipe de Jeonbuk Hyundai Motors FC, vice-champion de Corée du Sud la saison passée, au Stade Asian, situé dans la ville de Busan. Ce match marque le retour de Neymar sur les terrains après une longue blessure. L'attaquant brésilien n'avait plus joué depuis mars 2023, date à laquelle il s'était blessé à la cheville droite. Pour l'occasion, Cher Ndour sert le numéro 10 parisien qui dribble plusieurs joueurs sud-coréens dans la surface de réparation avant de marquer le premier but de la rencontre, à cinq minutes de la fin de la première période. À la quatre-vingt-huitième minute, Fabián Ruiz se trouve dans une position haute et parvient à trouver Neymar dans la profondeur. Ce dernier prend la défense sud-coréenne de vitesse avant d'inscrire un doublé. Quelques minutes plus tard, Marco Asensio remonte une partie du terrain balle au pied, s'appuie sur Neymar qui lui remet le ballon d'une talonnade avant que l'ancien joueur du Real Madrid ne marque le troisième but parisien d'une frappe sèche en lucarne. Les Rouge et Bleu s'imposent ainsi sur le score de 3-0 pour le dernier match de préparation.

## Transferts

### Transferts estivaux
| Nom                      | Nationalité  | Poste         | Transfert                                             | Provenance/Destination  | Division              | Réf.   |
| ------------------------ | ------------ | ------------- | ----------------------------------------------------- | ----------------------- | --------------------- | ------ |
| Arrivées (409,5 M€)      |              |               |                                                       |                         |                       |        |
| Randal Kolo Muani        | France       | Attaquant     | Transfert (90 millions d'euros + 5 millions de bonus) | Eintracht Francfort     | Bundesliga            | [ 29 ] |
| Manuel Ugarte            | Uruguay      | Milieu        | Transfert (60 millions d'euros)                       | Sporting CP             | Liga Portugal Bwin    | [ 30 ] |
| Ousmane Dembélé          | France       | Attaquant     | Transfert (50 millions d'euros)                       | FC Barcelone            | LaLiga                | [ 31 ] |
| Bradley Barcola          | France       | Ailier Gauche | Transfert (45 millions d'euros + 5 millions de bonus) | Olympique Lyonnais      | Ligue 1               | [ 32 ] |
| Lucas Hernandez          | France       | Défenseur     | Transfert (45 millions d'euros)                       | Bayern Munich           | Bundesliga            | [ 33 ] |
| Hugo Ekitike             | France       | Attaquant     | Transfert définitif (28,5 millions d'euros)           | Stade de Reims          | Ligue 1               | [ 34 ] |
| Lee Kang-in              | Corée du Sud | Milieu        | Transfert (22 millions d'euros)                       | RCD Majorque            | LaLiga                | [ 35 ] |
| Xavi Simons              | Pays-Bas     | Milieu        | Transfert (4 millions d'euros)                        | PSV Eindhoven           | Eredivisie            | [ 36 ] |
| Gonçalo Ramos            | Portugal     | Attaquant     | Prêt payant avec OA (65 millions d'euros)             | Benfica Lisbonne        | Liga Portugal Bwin    | [ 37 ] |
| Marco Asensio            | Espagne      | Milieu        | Transfert libre                                       | Real Madrid             | LaLiga                | [ 38 ] |
| Cher Ndour               | Italie       | Milieu        | Transfert libre                                       | Benfica Lisbonne        | Liga Portugal Bwin    | [ 39 ] |
| Milan Škriniar           | Slovaquie    | Défenseur     | Transfert libre                                       | Inter Milan             | Serie A               | [ 40 ] |
| Arnau Tenas              | Espagne      | Gardien       | Transfert libre                                       | FC Barcelone            | LaLiga                | [ 41 ] |
| Julian Draxler           | Allemagne    | Milieu        | Retour de prêt                                        | SL Benfica              | Liga Portugal bwin    |        |
| Abdou Diallo             | Sénégal      | Défenseur     | Retour de prêt                                        | RB Leipzig              | Bundesliga            |        |
| Anfane Ahamada Mze       | Comores      | Milieu        | Retour de prêt                                        | FC Martigues            | National              |        |
| Colin Dagba              | France       | Défenseur     | Retour de prêt                                        | RC Strasbourg Alsace    | Ligue 1               |        |
| Keylor Navas             | Costa Rica   | Gardien       | Retour de prêt                                        | Nottingham Forest       | Premier League        |        |
| Ayman Kari               | France       | Milieu        | Retour de prêt                                        | FC Lorient              | Ligue 1               |        |
| Mathyas Randriamamy      | Madagascar   | Gardien       | Retour de prêt                                        | FC Sète 34              | National 2            |        |
| Eric Junior Dina-Ebimbe  | France       | Milieu        | Retour de prêt                                        | Eintracht Francfort     | Bundesliga            |        |
| Djeidi Gassama           | France       | Attaquant     | Retour de prêt                                        | KAS Eupen               | Division 1A           |        |
| Mauro Icardi             | Argentine    | Attaquant     | Retour de prêt                                        | Galatasaray SK          | Süper Lig             |        |
| Layvin Kurzawa           | France       | Défenseur     | Retour de prêt                                        | Fulham                  | Premier League        |        |
| Édouard Michut           | France       | Milieu        | Retour de prêt                                        | Sunderland AFC          | EFL Championship      |        |
| Kenny Nagera             | France       | Attaquant     | Retour de prêt                                        | FC Lorient 'B'          | National 2            |        |
| Samuel Noireau-Dauriat   | France       | Attaquant     | Retour de prêt                                        | C' Chartres Football    | National 2            |        |
| Leandro Paredes          | Argentine    | Milieu        | Retour de prêt                                        | Juventus Turin          | Serie A               |        |
| Georginio Wijnaldum      | Pays-Bas     | Milieu        | Retour de prêt                                        | AS Rome                 | Serie A               |        |
| Zoumana Bagbema          | France       | Milieu        | Premier contrat professionnel                         | PSG -19 ans             | National U19          |        |
| Yoram Zague              | France       | Défenseur     | Premier contrat professionnel                         | PSG -19 ans             | National U19          | [ 42 ] |
| Départs (214 M€)         |              |               |                                                       |                         |                       |        |
| Neymar                   | Brésil       | Attaquant     | Transfert (90 millions d'euros)                       | Al-Hilal SFC            | Saudi Pro League      | [ 43 ] |
| Marco Verratti           | Italie       | Milieu        | Transfert (50 millions d'euros)                       | Al-Arabi SC             | Qatar Stars League    | [ 44 ] |
| El Chadaille Bitshiabu   | France       | Défenseur     | Transfert (15 millions d'euros)                       | RB Leipzig              | Bundesliga            | [ 45 ] |
| Abdou Diallo             | Sénégal      | Défenseur     | Transfert (15 millions d'euros)                       | Al-Arabi SC             | Qatar Stars League    | [ 46 ] |
| Mauro Icardi             | Argentine    | Attaquant     | Transfert définitif (10 millions d'euros)             | Galatasaray SK          | Süper Lig             | [ 47 ] |
| Georginio Wijnaldum      | Pays-Bas     | Milieu        | Transfert (10 millions d'euros)                       | Al-Ettifaq              | Saudi Pro League      | [ 48 ] |
| Julian Draxler           | Allemagne    | Milieu        | Transfert (entre 8 et 10 millions d'euros)            | Al Ahli SC              | Qatar Stars League    |        |
| Eric Junior Dina-Ebimbe  | France       | Milieu        | Transfert définitif (6,5 millions d'euros)            | Eintracht Francfort     | Bundesliga            | [ 49 ] |
| Timothée Pembélé         | France       | Défenseur     | Transfert (5 millions d'euros)                        | Sunderland AFC          | EFL Championship      | [ 50 ] |
| Leandro Paredes          | Argentine    | Milieu        | Transfert (2,5 millions d'euros)                      | AS Roma                 | Serie A               | [ 51 ] |
| Djeidi Gassama           | France       | Attaquant     | Transfert (1 million d'euros + 20% à la revente)      | Sheffield Wednesday     | EFL Championship      | [ 52 ] |
| Younes El Hannach        | Maroc        | Défenseur     | Transfert (montant inconnu)                           | Al-Shamal SC            | Qatar Stars League    | [ 53 ] |
| Nehemiah Fernandez-Veliz | France       | Défenseur     | Transfert (pourcentage à la revente)                  | USL Dunkerque           | Ligue 2               | [ 54 ] |
| Hugo Lamy                | France       | Défenseur     | Transfert (montant inconnu)                           | AC Bellinzone           | Challenge League      | [ 55 ] |
| Ayman Kari               | France       | Milieu        | Prêt avec OA                                          | FC Lorient              | Ligue 1               | [ 56 ] |
| Édouard Michut           | France       | Milieu        | Prêt avec OA                                          | Adana Demirspor         | Süper Lig             | [ 57 ] |
| Vimoj Muntu Va Mungu     | France       | Défenseur     | Prêt avec OA                                          | Torino FC               | Serie A               | [ 58 ] |
| Renato Sanches           | Portugal     | Milieu        | Prêt avec OA                                          | AS Roma                 | Serie A               | [ 59 ] |
| Xavi Simons              | Pays-Bas     | Milieu        | Prêt sans OA                                          | RB Leipzig              | Bundesliga            | [ 60 ] |
| Lucas Lavallée           | France       | Gardien       | Prêt sans OA                                          | USL Dunkerque           | Ligue 2               | [ 61 ] |
| Noha Lemina              | France       | Milieu        | Prêt sans OA                                          | UC Sampdoria            | Serie B               | [ 62 ] |
| Ismaël Gharbi            | France       | Milieu        | Prêt sans OA                                          | FC Stade Lausanne Ouchy | Super League          | ,      |
| Colin Dagba              | France       | Défenseur     | Prêt sans OA                                          | AJ Auxerre              | Ligue 2               | ,      |
| Juan Bernat              | Espagne      | Défenseur     | Prêt sans OA                                          | Benfica Lisbonne        | Liga Portugal Betclic | ,      |
| Hugo Ekitike             | France       | Attaquant     | Retour de prêt                                        | Stade de Reims          | Ligue 1               |        |
| Moutanabi Bodiang        | France       | Défenseur     | Résiliation de contrat                                | FC Nantes B             | National 3            | [ 69 ] |
| Zoumana Bagbema          | France       | Milieu        | Résiliation de contrat                                | SM Caen                 | Ligue 2               | [ 70 ] |
| Kenny Nagera             | France       | Attaquant     | Résiliation de contrat                                | FC Differdange 03       | Division nationale    | [ 71 ] |
| Samuel Noireau-Dauriat   | France       | Attaquant     | Résiliation de contrat                                |                         |                       |        |
| Anfane Ahamada Mze       | Comores      | Milieu        | Fin de contrat                                        |                         |                       |        |
| Lionel Messi             | Argentine    | Attaquant     | Fin de contrat                                        | Inter Miami             | MLS                   | [ 72 ] |
| Sergio Ramos             | Espagne      | Défenseur     | Fin de contrat                                        | FC Séville              | LaLiga                |        |

### Transferts hivernaux
| Nom              | Nationalité | Poste     | Transfert                                   | Provenance/Destination | Division              | Réf. |
| ---------------- | ----------- | --------- | ------------------------------------------- | ---------------------- | --------------------- | ---- |
| Arrivées         |             |           |                                             |                        |                       |      |
| Lucas Beraldo    | Brésil      | Défenseur | Transfert (20 millions d'euros)             | São Paulo FC           | Brasileirão           |      |
| Gabriel Moscardo | Brésil      | Milieu    | Transfert (20 millions d'euros)             | Corinthians            | Brasileirão           |      |
| Noah Lemina      | France      | Milieu    | Retour de prêt                              | UC Sampdoria           | Serie B               |      |
| Départs          |             |           |                                             |                        |                       |      |
| Hugo Ekitike     | France      | Attaquant | Prêt payant avec OA (3,50 Millions d'euros) | Eintracht Francfort    | Bundesliga            |      |
| Noah Lemina      | France      | Milieu    | Prêt avec OA                                | Wolverhampton          | Premier League        |      |
| Gabriel Moscardo | Brésil      | Milieu    | Prêt sans OA                                | Corinthians            | Brasileirão           |      |
| Cher Ndour       | Italie      | Milieu    | Prêt sans OA                                | SC Braga               | Liga Portugal Betclic |      |

## Compétitions
| Championnat de France | Ligue des champions | Coupe de France | Trophée des champions |
| --------------------- | ------------------- | --------------- | --------------------- |
| Champion              | Demi-finale         | Vainqueur       | Vainqueur             |
| 22V 10N 2D            | 5V 2N 5D            | 6V 0N 0D        | 1V 0N 0D              |
| TOTAL : 34V 12N 7D    |                     |                 |                       |

### Trophée des champions
Cette édition de la compétition opposera le Paris Saint-Germain, champion de France de l'édition 2022-2023 de la Ligue 1, au Toulouse FC, vainqueur de l'édition 2022-2023 de la Coupe de France.
Initialement prévu pour le 5 août 2023 au stade Rajamangala de Bangkok, en Thaïlande, le groupe Fresh Air Festival, organisateur thaïlandais de la compétition, émet courant mai 2023 le souhait de se désengager de l'événement pour des raisons inconnues, ce qui conduit à l'annulation de la rencontre. Le 5 juin 2023, Vincent Labrune, président de la LFP, confirme que le match aura bien lieu en janvier 2024, dans un pays étranger. Toutefois, le 1er décembre 2023, la LFP décide d'organiser le match en France au Parc des Princes qui aura lieu le 3 janvier 2024.
Les parisiens s'imposent face à Toulouse (2-0) grâce à des buts de Lee Kang-in et de Kylian Mbappé, permettant au club de la capitale de remporter son 12e Trophée des champions.
| Trophée des champions 2023    | Paris Saint-Germain         | 2 - 0   | Toulouse FC | Parc des Princes, Paris                                                    |                                                                            |
| Mercredi 3 janvier 2024 20h45 | Lee 3e · Mbappé 44e         | (2 - 0) |             | Spectateurs : 43 792 Diffuseur : Prime Video Arbitrage : Hakim Ben El Hadj | Spectateurs : 43 792 Diffuseur : Prime Video Arbitrage : Hakim Ben El Hadj |
| Mercredi 3 janvier 2024 20h45 | Vitinha 46e · Hernandez 77e | Rapport |             | Spectateurs : 43 792 Diffuseur : Prime Video Arbitrage : Hakim Ben El Hadj | Spectateurs : 43 792 Diffuseur : Prime Video Arbitrage : Hakim Ben El Hadj |

### Championnat
La Ligue 1 2023-2024 est la quatre-vingt-sixième édition du championnat de France de football, ainsi que la vingt-deuxième sous l'appellation Ligue 1. Il s'agit de la quatrième saison consécutive où la Ligue 1 a pour sponsor principal la plateforme de livraison de repas à domicile Uber Eats, donnant l'appellation Ligue 1 Uber Eats depuis 2020. Le championnat oppose dix-huit clubs dans une série de trente-quatre rencontres, chaque club se rencontrant à deux reprises. Les meilleurs de ce championnat se qualifient pour les coupes d'Europe.
Le premier, le deuxième et le troisième sont qualifiés pour les phases de groupe de la Ligue des Champions, tandis que le quatrième disputera le troisième tour de qualification de cette compétition. Le cinquième, au même titre que le vainqueur de la Coupe de France 2024, sera qualifié pour les phases de groupe de la Ligue Europa. Depuis cette saison, le sixième de Ligue 1 dispute les barrages de la Ligue Conférence, troisième compétition européenne qui voit le jour lors de la saison 2021-2022. Le Paris Saint-Germain participe à cette compétition pour la cinquante-et-unième fois de son histoire et la cinquantième fois de suite depuis la saison 1974-1975, ce qui constitue un record au niveau national.
Cette saison, le Championnat de France commence le 12 août 2023 et s’achève le 18 mai 2024.

#### Classement
| Rang | Équipe                    | Pts | J  | G  | N  | P | Bp | Bc | Diff | Qualification ou relégation                                                     |
| ---- | ------------------------- | --- | -- | -- | -- | - | -- | -- | ---- | ------------------------------------------------------------------------------- |
| 1    | Paris Saint-Germain T S C | 76  | 34 | 22 | 10 | 2 | 81 | 33 | +48  | Qualification pour la phase de ligue de la Ligue des champions                  |
| 2    | AS Monaco                 | 67  | 34 | 20 | 7  | 7 | 68 | 42 | +26  | Qualification pour la phase de ligue de la Ligue des champions                  |
| 3    | Stade brestois 29         | 61  | 34 | 17 | 10 | 7 | 53 | 34 | +19  | Qualification pour la phase de ligue de la Ligue des champions                  |
| 4    | LOSC Lille                | 59  | 34 | 16 | 11 | 7 | 52 | 34 | +18  | Qualification pour le troisième tour de qualification de la Ligue des champions |
| 5    | OGC Nice                  | 55  | 34 | 15 | 10 | 9 | 40 | 29 | +11  | Qualification pour la phase de ligue de la Ligue Europa                         |

### Ligue des Champions
La Ligue des champions 2023-2024 est la 69e édition de la Ligue des champions, la plus prestigieuse des compétitions européennes inter-clubs. Elle est divisée en deux phases, une phase de groupes, qui consiste en huit mini-championnats de quatre équipes par groupe, les deux premières poursuivant la compétition et la troisième étant repêchée en barrages de la phase à élimination directe de la Ligue Europa.

#### Parcours en Ligue des champions
Le Paris SG se retrouve dans le chapeau 1 en tant que champion de France. Il tombe dans le groupe F, le « groupe de la mort » avec les Allemands du Borussia Dortmund, les Italiens de l'AC Milan mais également les Anglais de Newcastle,.

#### Phase de groupes
| Rang | Équipe              | Pts | J | G | N | P | Bp | Bc | Diff |  | Résultats (▼ dom., ► ext.) |     |     |     |     |
| ---- | ------------------- | --- | - | - | - | - | -- | -- | ---- |  | -------------------------- | --- | --- | --- | --- |
| 1    | Borussia Dortmund   | 11  | 6 | 3 | 2 | 1 | 7  | 4  | +3   |  | Borussia Dortmund          |     | 1-1 | 0-0 | 2-0 |
| 2    | Paris Saint-Germain | 8   | 6 | 2 | 2 | 2 | 9  | 8  | +1   |  | Paris Saint-Germain        | 2-0 |     | 3-0 | 1-1 |
| 3    | AC Milan            | 8   | 6 | 2 | 2 | 2 | 5  | 8  | -3   |  | AC Milan                   | 1-3 | 2-1 |     | 0-0 |
| 4    | Newcastle United    | 5   | 6 | 1 | 2 | 3 | 6  | 7  | -1   |  | Newcastle United           | 0-1 | 4-1 | 1-2 |     |

#### Coefficient UEFA
Ce classement permet de déterminer les têtes de séries dans les compétitions européennes, plus les clubs gagnent des matches dans ces compétitions, plus leur coefficient sera élevé.
| Rang 2023 | Rang 2022 | Évolution | Club                | 2018-2019 | 2019-2020 | 2020-2021 | 2021-2022 | 2022-2023 | Coefficient |
| --------- | --------- | --------- | ------------------- | --------- | --------- | --------- | --------- | --------- | ----------- |
| 1         | 3         | +2        | Manchester City     | 25,000    | 25,000    | 35,000    | 27,000    | 33,000    | 145,000     |
| 2         | 1         | -1        | Bayern Munich       | 20,000    | 36,000    | 27,000    | 26,000    | 27,000    | 136,000     |
| 3         | 5         | +2        | Chelsea FC          | 30,000    | 17,000    | 33,000    | 25,000    | 21,000    | 126,000     |
|           |           |           |                     |           |           |           |           |           |             |
| 6         | 7         | +1        | Paris Saint-Germain | 19,000    | 31,000    | 24,000    | 19,000    | 19,000    | 112,000     |

## Joueurs et encadrement technique

### Effectif professionnel
Le premier tableau liste l'effectif de l'équipe première du PSG pour la saison 2023-2024 et le second les joueurs du groupe élite qui viennent renforcer ponctuellement cet effectif.

### Joueurs prêtés
| P. | Nat. | Nom                  | Club en prêt        | Compétition           | Championnat | Championnat | Championnat | Championnat  | Coupe d'Europe | Coupe d'Europe | Coupe d'Europe | Coupe d'Europe | Coupes nationales | Coupes nationales | Coupes nationales | Coupes nationales | Total | Total | Total  | Total        |
| P. | Nat. | Nom                  | Club en prêt        | Compétition           | MJ          | B           | Averti      | Carton rouge | MJ             | B              | Averti         | Carton rouge   | MJ                | B                 | Averti            | Carton rouge      | MJ    | B     | Averti | Carton rouge |
| -- | ---- | -------------------- | ------------------- | --------------------- | ----------- | ----------- | ----------- | ------------ | -------------- | -------------- | -------------- | -------------- | ----------------- | ----------------- | ----------------- | ----------------- | ----- | ----- | ------ | ------------ |
| G  |      | Lucas Lavallée       | USL Dunkerque       | Ligue 2               | 0           | 0           | 0           | 0            | 0              | 0              | 0              | 0              | 3                 | 0                 | 0                 | 0                 | 3     | 0     | 0      | 0            |
| D  |      | Colin Dagba          | AJ Auxerre          | Ligue 2               | 15          | 0           | 0           | 0            | 0              | 0              | 0              | 0              | 2                 | 0                 | 0                 | 0                 | 17    | 0     | 0      | 0            |
| D  |      | Juan Bernat          | Benfica Lisbonne    | Liga Portugal Betclic | 2           | 0           | 0           | 0            | 2              | 0              | 1              | 0              | 2                 | 0                 | 0                 | 0                 | 6     | 0     | 1      | 0            |
| D  |      | Vimoj Muntu Wa Mungu | Torino FC           | Serie A               | 0           | 0           | 0           | 0            | 0              | 0              | 0              | 0              | 0                 | 0                 | 0                 | 0                 | 0     | 0     | 0      | 0            |
| M  |      | Xavi Simons          | RB Leipzig          | Bundesliga            | 31          | 7           | 8           | 0            | 8              | 2              | 1              | 0              | 3                 | 0                 | 0                 | 0                 | 42    | 9     | 9      | 0            |
| M  |      | Ismaël Gharbi        | Stade Lausanne      | Super League          | 26          | 6           | 4           | 1            | 0              | 0              | 0              | 0              | 2                 | 1                 | 1                 | 0                 | 28    | 7     | 5      | 1            |
| M  |      | Ayman Kari           | FC Lorient          | Ligue 1               | 14          | 1           | 1           | 0            | 0              | 0              | 0              | 0              | 1                 | 0                 | 0                 | 0                 | 15    | 1     | 1      | 0            |
| M  |      | Renato Sanches       | AS Roma             | Serie A               | 7           | 1           | 2           | 0            | 5              | 0              | 0              | 0              | 0                 | 0                 | 0                 | 0                 | 12    | 1     | 2      | 0            |
| M  |      | Cher Ndour           | SC Braga            | Liga Portugal Betclic | 8           | 1           | 1           | 0            | 2              | 0              | 1              | 0              | 0                 | 0                 | 0                 | 0                 | 10    | 1     | 2      | 0            |
| M  |      | Noah Lemina          | Sampdoria           | Serie B               | 1           | 0           | 0           | 0            | 0              | 0              | 0              | 0              | 0                 | 0                 | 0                 | 0                 | 1     | 0     | 0      | 0            |
| M  |      | Noah Lemina          | Wolverhampton       | Premier League        | 0           | 0           | 0           | 0            | 0              | 0              | 0              | 0              | 0                 | 0                 | 0                 | 0                 | 0     | 0     | 0      | 0            |
| M  |      | Gabriel Moscardo     | Corinthians         | Brasileirão           | 0           | 0           | 0           | 0            | 0              | 0              | 0              | 0              | 0                 | 0                 | 0                 | 0                 | 0     | 0     | 0      | 0            |
| A  |      | Hugo Ekitike         | Eintracht Francfort | Bundesliga            | 13          | 3           | 3           | 0            | 2              | 0              | 0              | 0              | 0                 | 0                 | 0                 | 0                 | 15    | 3     | 3      | 0            |

## Aspects juridiques et économiques

### Structure juridique et organigramme
Cette saison, le club du Paris Saint-Germain est toujours géré par Qatar Sport Investments, filiale de Qatar Investment Authority, le fonds d'investissement souverain de l’émirat du Qatar, propriétaire du club depuis 2011. Nasser al-Khelaïfi est donc toujours président et directeur général du club depuis l'arrivée de QSI dans le capital du club parisien. Luís Campos, conseiller football du club depuis le 10 juin 2022 est, lui aussi, toujours en fonction. Leonardo, directeur sportif du club depuis juin 2019, n'est pas reconduit dans ses fonctions pour la saison 2022-2023. Son poste est supprimé et ses fonctions sont désormais assumées par Luís Campos, nommé Conseiller Football le 10 juin 2022.

## Maillots de la saison
Comme depuis la saison 2018-2019, le Paris Saint-Germain jouera avec quatre maillots différents. Si la grande majorité des clubs européens jouent avec trois maillots différents seulement, cette spécificité parisienne s'inscrit dans le cadre d'une collaboration commencée en 2018 entre le club parisien et Jordan, filiale de la marque Nike.

## Statistiques

### Bilan collectif
| Compétition           | Débute au tour   | Termine     | Matches joués | Gagnés | Nuls | Perdus | Buts pour | Buts contre | Différence |
| --------------------- | ---------------- | ----------- | ------------- | ------ | ---- | ------ | --------- | ----------- | ---------- |
| Trophée des champions | Finale           | Vainqueur   | 1             | 1      | 0    | 0      | 2         | 0           | +2         |
| Ligue 1               | 1re journée      | Champion    | 34            | 22     | 10   | 2      | 81        | 33          | +48        |
| Ligue des champions   | Phase de groupes | Demi finale | 12            | 5      | 2    | 5      | 19        | 15          | +4         |
| Coupe de France       | 32e de finale    | Vainqueur   | 6             | 6      | 0    | 0      | 22        | 4           | +18        |
| Total                 | —                | —           | 53            | 34     | 12   | 7      | 124       | 52          | +72        |

### Statistiques des buteurs
|       | Buteur             | Ligue 1 | Coupe de France | Trophée des Champions | Ligue des Champions | Total | MJ |
| ----- | ------------------ | ------- | --------------- | --------------------- | ------------------- | ----- | -- |
| 1     | Kylian Mbappé      | 27      | 8               | 1                     | 8                   | 44    | 43 |
| 2     | Gonçalo Ramos      | 11      | 3               | 0                     | 0                   | 14    | 33 |
| 3     | Vitinha            | 7       | 0               | 0                     | 2                   | 9     | 39 |
| 3     | Randal Kolo Muani  | 6       | 2               | 0                     | 1                   | 9     | 34 |
| 5     | Marco Asensio      | 4       | 1               | 0                     | 0                   | 5     | 23 |
|       | Ousmane Dembélé    | 3       | 0               | 0                     | 2                   | 5     | 37 |
| 7     | Achraf Hakimi      | 4       | 0               | 0                     | 1                   | 4     | 33 |
| 7     | Lee Kang-in        | 3       | 0               | 1                     | 1                   | 4     | 27 |
| 9     | Warren Zaïre-Emery | 2       | 0               | 0                     | 1                   | 3     | 36 |
|       | Bradley Barcola    | 4       | 0               | 0                     | 1                   | 5     | 34 |
| 11    | Lucas Hernandez    | 1       | 0               | 0                     | 1                   | 2     | 38 |
| 11    | Fabián Ruiz        | 1       | 1               | 0                     | 0                   | 2     | 29 |
| 13    | Danilo Pereira     | 0       | 1               | 0                     | 0                   | 1     | 30 |
| 13    | Milan Škriniar     | 0       | 0               | 0                     | 1                   | 1     | 26 |
| 13    | Carlos Soler       | 2       | 0               | 0                     | 0                   | 1     | 23 |
| 13    | Lucas Beraldo      | 1       | 1               | 0                     | 0                   | 1     | 17 |
| 13    | Nuno Mendes        | 1       | 0               | 0                     | 0                   | 1     | 8  |
| 13    | Senny Mayulu       | 0       | 1               | 0                     | 0                   | 1     | 4  |
| 13    | Cher Ndour         | 0       | 1               | 0                     | 0                   | 1     | 4  |
| 13    | Zague Yoram        | 1       | 0               | 0                     | 0                   | 1     | 5  |
| TOTAL | TOTAL              | 78      | 19              | 2                     | 19                  | 118   |    |

### Statistiques des passeurs
|       | Buteur             | Ligue 1 | Coupe de France | Trophée des Champions | Ligue des Champions | Total | MJ |
| ----- | ------------------ | ------- | --------------- | --------------------- | ------------------- | ----- | -- |
| 1     | Ousmane Dembélé    | 7       | 0               | 1                     | 1                   | 7     | 21 |
| 2     | Warren Zaïre-Emery | 2       | 0               | 0                     | 3                   | 5     | 20 |
| 3     | Carlos Soler       | 2       | 2               | 0                     | 0                   | 4     | 15 |
| 3     | Achraf Hakimi      | 4       | 0               | 0                     | 0                   | 4     | 21 |
| 5     | Marco Asensio      | 1       | 2               | 0                     | 0                   | 3     | 10 |
| 5     | Bradley Barcola    | 2       | 0               | 1                     | 0                   | 3     | 21 |
| 5     | Vitinha            | 2       | 0               | 0                     | 1                   | 3     | 23 |
| 5     | Kylian Mbappé      | 2       | 1               | 0                     | 0                   | 3     | 24 |
| 9     | Lee Kang-in        | 2       | 0               | 0                     | 0                   | 2     | 16 |
| 9     | Fabián Ruiz        | 2       | 0               | 0                     | 0                   | 2     | 16 |
| 9     | Manuel Ugarte      | 2       | 0               | 0                     | 0                   | 2     | 20 |
| 9     | Randal Kolo Muani  | 2       | 0               | 0                     | 0                   | 2     | 20 |
| 13    | Nordi Mukiele      | 0       | 1               | 0                     | 0                   | 1     | 10 |
| 13    | Danilo Pereira     | 0       | 1               | 0                     | 0                   | 1     | 15 |
| 13    | Marquinhos         | 0       | 0               | 0                     | 1                   | 1     | 19 |
| 13    | Lucas Hernandez    | 1       | 0               | 0                     | 0                   | 1     | 23 |
| TOTAL | TOTAL              | 29      | 7               | 2                     | 6                   | 44    | 25 |